# Presidente del Consejo de Estado
El presidente del Consejo de Estado es un alto funcionario del Reino de España que encabeza el Consejo de Estado, supremo órgano consultivo del Gobierno de la Nación. Es nombrado por el rey, a propuesta del presidente del Gobierno, oído el Consejo de Ministros, entre juristas de reconocido prestigio y experiencia en asuntos de Estado.
Como máxima autoridad del Consejo, el presidente encabeza el Pleno, la Comisión Permanente y la Comisión de Estudios. En los casos de vacante, ausencia o enfermedad del presidente le sustituirá el consejero permanente a quien corresponda según el orden de las secciones.
Desde la anulación del nombramiento de Magdalena Valerio y, su consecuente cese, la actual presidenta, desde el 28 de febrero de 2024, es Carmen Calvo.

## Funciones
Son funciones del presidente del Consejo de Estado:
- Fijar el orden del día del Pleno, de la Comisión Permanente y de la Comisión de Estudios, así como presidir sus sesiones.
- Ostentar la jefatura de todas las dependencias del Consejo y su representación.
- Desarrollar, de conformidad con la Comisión Permanente, la estructura presupuestaria del Consejo con arreglo a sus características, de acuerdo con la que se establezca para el sector público.
- Aprobar los gastos de los servicios a su cargo, autorizar su compromiso y liquidación e interesar del Ministro de Hacienda la ordenación de los correspondientes pagos.

## Historia

Estandarte del presidente del Consejo de Estado de España.

La historia del Consejo de Estado se remonta al siglo XVI, en tiempos de Carlos I de España, que crea un Consejo para todos sus reinos en 1526. Este es el punto que los historiadores consideran como el punto de partida del Consejo, sin embargo, la estructura y denominación del mismo varió con los años, llamándose también Consejo de Gobierno, Consejo Real o Consejo Real de España e Indias.
La presidencia del Consejo desde su creación siempre ha correspondido al monarca (incluso con el Consejo de Estado de la Constitución de 1812), sin embargo, con la llegada de la monarquía constitucional a España y la limitación de los poderes reales, se creó una verdadera presidencia autónoma del Consejo que, al principio, durante el Consejo Real la ocupaba el presidente del Consejo de Ministros y no será hasta 1858 cuando el Consejo Real fue reformado, que se creó una presidencia autónoma del Consejo de Estado.

## Incompatibilidades
El cargo de presidente es incompatible con todo empleo en la Administración activa, salvo los de carácter docente; con el ejercicio de la abogacía y con el desempeño de cargos de todo orden en empresas concesionarias, contratistas, arrendatarias o administradoras de monopolios, obras o servicios públicos, cualquiera que sea su ámbito territorial y con los demás que, con carácter general, están declarados incompatibles con el cargo de ministro. Asimismo, es incompatible con el mandato de diputado, senador o miembro de una Asamblea de Comunidad Autónoma.
El presidente tendrá la obligación de inhibirse del conocimiento de los asuntos en cuyo despacho hubiere intervenido, o que interesen a empresas en cuya dirección, asesoramiento o administración hubiera participado él mismo o personas de su familia dentro del segundo grado civil por consanguinidad, o afinidad.